# Guido Frederico João Pabst
Guido Frederico João Pabst (Porto Alegre, 19 de setembro de 1914 — Rio de Janeiro, 20 de abril de 1980) foi um botânico brasileiro. Graduou-se em Biologia em 1939. Taxônomo amador de orquídeas brasileiras, foi fundador do Herbarium Bradeanum. .
Em sua brilhante carreira, Pabst publicou inúmeros e valiosos trabalhos, e foi o responsável pela descrição de mais de 180 espécies. Com certeza sua obra mais reconhecida é Orchidaceae Brasilienses, publicada em 1975 e escrita em dois volumes. Esta obra foi elaborada por Pabst em conjunto com o também botânico brasileiro Gunther Friedrich Dungs (1915 — 1977), mais conhecido como Fritz Dungs.